# Kids’ Choice Awards 2013 в других странах
26 ежегодная премия Nickelodeon Kids' Choice Awards 2013 (Никелодеон Кидс Чойс Эвордс 2012) премия состоится по всему миру: от США до Южной Африки. В каждой из стран своё время трансляции премии и в некоторых свои номинации. Ведущим был Джош Дюамель.

## Великобритания
В этом году в Nickelodeon UK Kids' Choice Awards было 7 уникальных категорий, 6 остались такими же, как и в предыдущий год, но одна категория изменилась с «Любимый новичок Великобритании» на «Лучшая британская спортивная звезда». Ниже приведен список категорий Великобритании, их кандидатов и победителей.

| Британское ТВ шоу | Результат |
| ----------------- | --------- |
| Обитель Анубиса   | Победа    |
| Доктор Кто        | Номинация |
| Из рода волков    | Номинация |
| The X Factor      | Номинация |

| Британская музыкальная группа | Результат |
| ----------------------------- | --------- |
| Lawson                        | Номинация |
| Little Mix                    | Номинация |
| The Wanted                    | Номинация |
| One Direction                 | Победа    |

| Британская певица | Результат |
| ----------------- | --------- |
| Джесси Джей       | Номинация |
| Адель             | Победа    |
| Рита Ора          | Номинация |
| Шерил Коул        | Номинация |

| Британский певец | Результат |
| ---------------- | --------- |
| Конор Мейнард    | Номинация |
| Labrinth         | Номинация |
| Эд Ширан         | Победа    |
| Олли Мёрс        | Номинация |

| Британская актриса   | Результат |
| -------------------- | --------- |
| Хелена Бонэм Картер  | Номинация |
| Эмма Уотсон          | Победа    |
| Кира Найтли          | Номинация |
| Дженна-Луиза Коулман | Номинация |

| Британский актер | Результат |
| ---------------- | --------- |
| Эндрю Гарфилд    | Номинация |
| Мэтт Смит        | Номинация |
| Роберт Паттинсон | Победа    |
| Дэниел Крейг     | Номинация |

| Британская спортивная звезда | Результат |
| ---------------------------- | --------- |
| Томас Дейли                  | Победа    |
| Джессика Эннис               | Номинация |
| Мо Фарах                     | Номинация |
| Брэдли Уиггинс               | Номинация |

## Австралия
В этом году Nickelodeon Australian Kids' Choice Awards, как и в прошлом году не проводилась крупной церемоний в Sydney Entertainment Centre со своими ведущими как в 11 и 10 годах.
Номинации: The LOL Award, Big Kid Award, Fave Kiss, Platinum Achievement Award, Awesome Aussie, Cutest Couple были изъяты из голосования в 13 году. Ниже приведен список категорий Австралии, их кандидатов и победителей.
| Музыкальный артист | Результат |
| ------------------ | --------- |
| One Direction      | Победа    |
| PSY                | Номинация |
| Карли Рэй Джепсен  | Номинация |
| Тейлор Свифт       | Номинация |

| Музыкальный артист | Результат |
| ------------------ | --------- |
| Риики Мастин       | Номинация |
| Гай Себастиан      | Номинация |
| Коди Симпсон       | Победа    |
| Justice Crew       | Номинация |

| Звезда Nickelodeon              | Результат |
| ------------------------------- | --------- |
| Дженнет Маккарди (Сэм Пакетт)   | Номинация |
| Виктория Джастис (Тори Вега)    | Номинация |
| Лукас Крюкшенк (Фред Фигглхорн) | Номинация |
| Ариана Гранде (Киса Валентайн)  | Победа    |

| Песня                                            | Результат |
| ------------------------------------------------ | --------- |
| «Gangnam Style» исполняет PSY                    | Номинация |
| «Call Me Maybe» исполняет Карли Рэй Джепсен      | Номинация |
| «One Thing» исполняет One Direction              | Победа    |
| «I Knew You Were Trouble» исполняет Тейлор Свифт | Номинация |

| Звезда           | Результат |
| ---------------- | --------- |
| Джастин Бибер    | Номинация |
| Селена Гомес     | Номинация |
| Гарри Стайлз     | Номинация |
| Виктория Джастис | Победа    |

## Россия

### Лучший российский исполнитель (NEW!)
| Российский исполнитель | Результат |
| ---------------------- | --------- |
| Ёлка                   | Номинация |
| Нюша                   | Номинация |
| Иван Дорн              | Номинация |
| Дима Билан             | Победа    |

## Германия

### Любимая знаменитость: Германия, Австрия, Швейцария
| Знаменитость    | Результат |
| --------------- | --------- |
| Luca Hänni      | Победа    |
| Cro             | Номинация |
| Lena            | Номинация |
| Daniele Negroni | Номинация |

## Италия

### Лучший итальянский артист
| Итальянский артист | Результат |
| ------------------ | --------- |
| Emma               | Номинация |
| Emis Killa         | Номинация |
| Chiara             | Номинация |
| Марко Карта        | Победа    |

## Нидерланды

### Лучшая звезда: Нидерланд и Бельгии
| Знаменитость    | Результат |
| --------------- | --------- |
| Ferry Doedens   | Номинация |
| Gers Pardoel    | Победа    |
| Britt Dekker    | Номинация |
| Эпке Зондерланд | Номинация |

## Мексика,Колумбия,Аргентина,Венесуэла

### Лучший Латинский артист
| Латинский артист  | Результат |
| ----------------- | --------- |
| Isabella Castillo | Номинация |
| Martina Stoessel  | Победа    |
| Eme 15            | Номинация |
| Данна Паола       | Номинация |

## Бразилия

### Лучший бразильский артист
| Бразильский артист | Результат |
| ------------------ | --------- |
| Di Ferrero         | Номинация |
| Manu Gavassi       | Номинация |
| Mia Wicthoff       | Победа    |
| Pe Lanza           | Номинация |

## Дания

### Лучший датский артист
| Датский артист | Результат |
| -------------- | --------- |
| Rasmus Seebach | Победа    |
| Christopher    | Номинация |
| Medina         | Номинация |
| Shaka Loveless | Номинация |

## Швеция

### Лучший шведский артист
| Швейцарский артист | Результат |
| ------------------ | --------- |
| Sean Banan         | Номинация |
| Loreen             | Номинация |
| Эрик Сааде         | Номинация |
| Awa                | Победа    |

## Польша

### Лучший польский артист
| Польский артист | Результат |
| --------------- | --------- |
| Honey           | Номинация |
| Эва Фарна       | Победа    |
| Mrozu           | Номинация |
| Jula            | Номинация |

## Сингапур,Малайзия,Индонезия,Республика Корея,Филиппины

### Лучший азиатский артист
| Азиатский артист         | Результат |
| ------------------------ | --------- |
| Han Geng Китай           | Победа    |
| PSY Республика Корея     | Номинация |
| Sarah Geronimo Филиппины | Номинация |
| Shila Amzah Малайзия     | Номинация |